# 威廉·史丹利 (足球領隊)
威廉·史丹利（英語：William Stanley）在1883年至1885年之間擔任高雲地利的首任足球領隊，相信他是高雲地利的始創人。高雲地利至今已成立了125年。威廉在球員時代擔任中鋒，並作為球會秘書在高雲地利工作了兩年。